# Consuelo Duval
María del Consuelo Dussauge Calzada (Parral, Chihuahua, 11 de enero de 1969), conocida como Consuelo Duval, es una actriz, conductora y comediante mexicana de televisión, teatro y cine.

## Biografía
Consuelo es hija de los cantantes José Antonio Dussauge y Consuelo Calzada Vidal, una de las intérpretes oficiales de Agustín Lara. Tomó el nombre artístico de su tía María Duval (María Dussauge Ortiz), actriz y cantante de la Época de Oro del cine mexicano. Tiene tres hermanos: Lourdes, Alfredo y el tenor José Luis Duval y además otros dos hermanastros cuya identidad permanece privada hasta el día de hoy, son fruto del nuevo matrimonio de su padre José Antonio Dussauge Ortiz, tras la muerte de su madre Consuelo Calzada Vidal
Su primera aparición en televisión se dio en 1986 al participar en el programa XE-TU, posteriormente se iniciaría en las telenovelas como Yo compro esa mujer, Los parientes pobres, Te sigo amando, entre otras. En 1998 se une al programa cómico Derbez en cuando, donde la actriz da a conocer su faceta como comediante al lado del actor Eugenio Derbez. Al llegar 2001, Consuelo se aleja de las telenovelas para trabajar de lleno como comediante, trabajando durante 6 años en la serie La hora pico, producido por Carla Estrada, así mismo también encabezó el elenco de la serie La familia P. Luche. En 2004 Consuelo hace voz de doblaje en 2 películas de Disney, con la voz de Maggie en Vacas Vaqueras y de Helen Parr en Los Increíbles. En 2009 se integra al programa Netas divinas, donde incursiona en la conducción televisiva. En 2010 vuelve a las telenovelas al realizar una participación especial en los últimos 10 episodios de la telenovela Hasta que el dinero nos separe y posteriormente en 2012 obtendría un rol coprotagonista en la telenovela Libre para amarte.
En 2014 fue despedida de Televisa después de discutir con un ejecutivo —José Bastón—. Ahora se encuentra con proyectos personales en el teatro. En 2015 firma contrato con Estrella TV, para conducir el programa de variedades Retofamosos, el cual no tuvo ningún éxito, por lo que al poco tiempo cancelaron el programa con esa emisora. En 2018, vuelve hacer su voz de doblaje como Helen Parr en Los Increíbles 2 de Disney y Pixar. En 2016 regresa a Televisa sin contrato de exclusividad, donde grabó su primera serie como protagonista, Julia vs. Julia, producida para Televisa. Ese mismo año, participó en los programas de televisión, Adal el Show y Sabadazo.
En 2019, formó parte como conductora del programa Bar Central, además de ser investigadora en el reality show mexicano ¿Quién es la máscara?, producido por Televisa. Además, realizó su gira de humor con su excompañero de La hora pico, Adrián Uribe, llamada Emparejados; durante 2019.

## Filmografía

### Telenovelas
- Libre para amarte (2013) - Adela Díaz Granados (Estelar)
- Hasta que el dinero nos separe (2010) - Rebeca Madariaga "La Leona" (Participación especial en los últimos diez episodios)
- Cuento de navidad (1999 - 2000) - Espíritu (Participación especial)
- Serafín (1999) - Lupe (Actriz de reparto)
- El privilegio de amar (1998-1999) - Rosenda Sánchez (Actriz de reparto)
- La usurpadora (1998) - Macrina Olvera (Actriz de reparto)
- Sin ti (1997-1998) - Gloria (Participación especial)
- Salud, dinero y amor (1997) - Carolina (Actriz de reparto)
- Te sigo amando (1996-1997) - Natalia (Participación especial)
- Confidente de secundaria (1996) - Gladys (Actriz de reparto)
- Alondra (1995) - Blanca (Actriz de reparto)
- Los parientes pobres (1993) - Celina (Actriz de reparto)
- Clarisa (1993) (Participación especial)
- Las secretas intenciones (1992) - Conchita (Actriz de reparto)
- Muchachitas (1991) - Hermana de Joaquín (Participación especial en 1 episodio)
- Yo compro esa mujer (1990) - Susu (Actriz de reparto)

### Series de televisión
- Mariachis (2023) - Lucía[15]
- Chueco (2023) - Amanda
- Julia vs Julia (2019) - Julia Montemayor
- La familia P. Luche (2002-2012) - Federica Dávalos de P. Luche
- La hora pico (2000-2007) - Nacaranda Estefanía Cacho Partida / Damela Micha / La Hora de América / Sisi Risco
- Derbez en cuando (1998-1999) - Señora P.Luche
- Mujer, casos de la vida real (1995-2001)[16] Apariciones recurrentes

### Programas de televisión
- Tal para cual (2022) - "Nacaranda"[17]
- El retador (2021-2022) - Conductora[18]
- La última y nos vamos (2020) - Invitada
- Me caigo de risa (2019) - Invitada
- Nos cayó la noche (2020) - Invitada
- ¿Quién es la máscara? (2019-2020) - Investigadora[19]
- Montse & Joe (2019) - Invitada
- Con Permiso (2019) - Invitada
- Tinderella (2019) - Invitada
- Bar Central (2019) - Conductora[20]
- Fiesta Mexicana (2016) - Ella misma- Nacaranda
- Adal el Show (2016) - Ella misma
- Sabadazo (2016) - Ella misma
- En compañía de (2015) - Invitada
- Retofamosos (2015) - Conductora
- Netas Divinas (2009-2014, 2016-presente) - Conductora / Nacaranda Estefanía Cacho Partida
- 100 mexicanos dijeron (2009) - Nacaranda Estefanía Cacho Partida
- Otro Rollo con: Adal Ramones (1995-2000)
- XE-TU (1986) - Invitada juvenil

### En teatro
- El lápiz de Sebastián (2017)
- Dos más dos (2017)
- Soy lo prohibido (2012)
- Cuarto para las tres (2010)
- Por qué los hombres aman a las cabronas (2006-2009)
- ¡...En esta esquina! (2005)
- Rosa de dos aromas (2000)
- Cuatro Equis (1995)
- Ahora no cariño (1986)
- A obscuras me da risa (1986)
- Alta seducción (1986)
- Engáñame a 1000 por hora (1986)

### Películas
- Pero sigo siendo el rey (1988)
- Amor y venganza (1991)
- Comando terrorista (1992) - Janet
- Los sanguinarios (1994)
- Perdóname todo (1995)
- Serafín: La película (2001) - Lindaflor
- Zapatitos (2007) - Soledad (Cortometraje)
- 31 días (2013) - Consuelo
- Tod@s caen (2019) - Graciela
- ¿Y cómo es él? (2022)[21]
- Infelices para siempre (2023) - María José Márquez[22]
- Es por su bien (2024) - Clara[23]

### Doblaje
- Vacas Vaqueras (2004) - Maggie (doblaje al español de América)
- Los Increíbles (2004) - Helen Parr / Elastigirl (doblaje al español de América)
- El guardián del zoológico (2011) - Mollie la jirafa (doblaje al español de América)
- Aviones 2: Equipo de Rescate (2014) - Dipper (doblaje al español de América)
- Los Increíbles 2 (2018) - Helen Parr / Elastigirl (doblaje al español de América)

## Premios y nominaciones

### Premios TVyNovelas
| Año  | Categoría                          | Programa            | Resultado |
| ---- | ---------------------------------- | ------------------- | --------- |
| 2007 | Mejor estrella femenina de comedia | La familia P. Luche | Ganadora  |
| 2001 | Mejor actriz de comedia            | La hora pico        | Ganadora  |

### Premios Bravo
| Año  | Categoría               | Obra de Teatro                          | Resultado |
| ---- | ----------------------- | --------------------------------------- | --------- |
| 2007 | Mejor actriz de comedia | Por qué los hombres aman a las cabronas | Ganadora  |